# أيت بن عطو (أيت يحيئ أوعلا)
أيت بن عطو أو أيت بن عتو هو دوار مجزأ ينتمي لمشيخة أيت يحيئ أوعلا، ويقع بجماعة تيكريكرة بدائرة أزرو ضمن نفوذ إقليم إفران بجهة فاس مكناس. بلغ سكان الدوار سنة 2014 حوالي 853 نسمة، تتوزع على 185 أسرة.

## معرض الصور

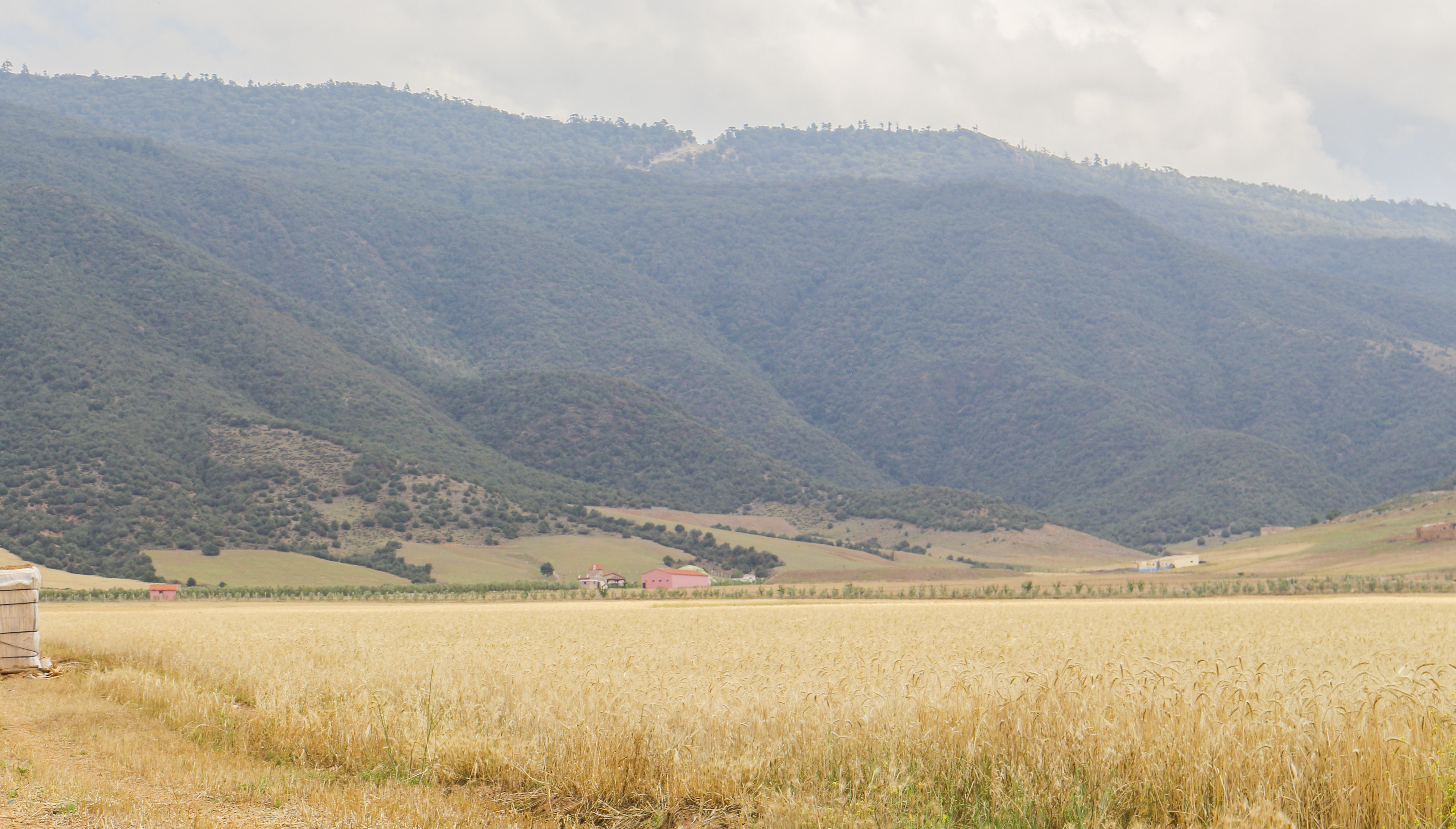
مشهد قروي من دوار أيت بن عطو
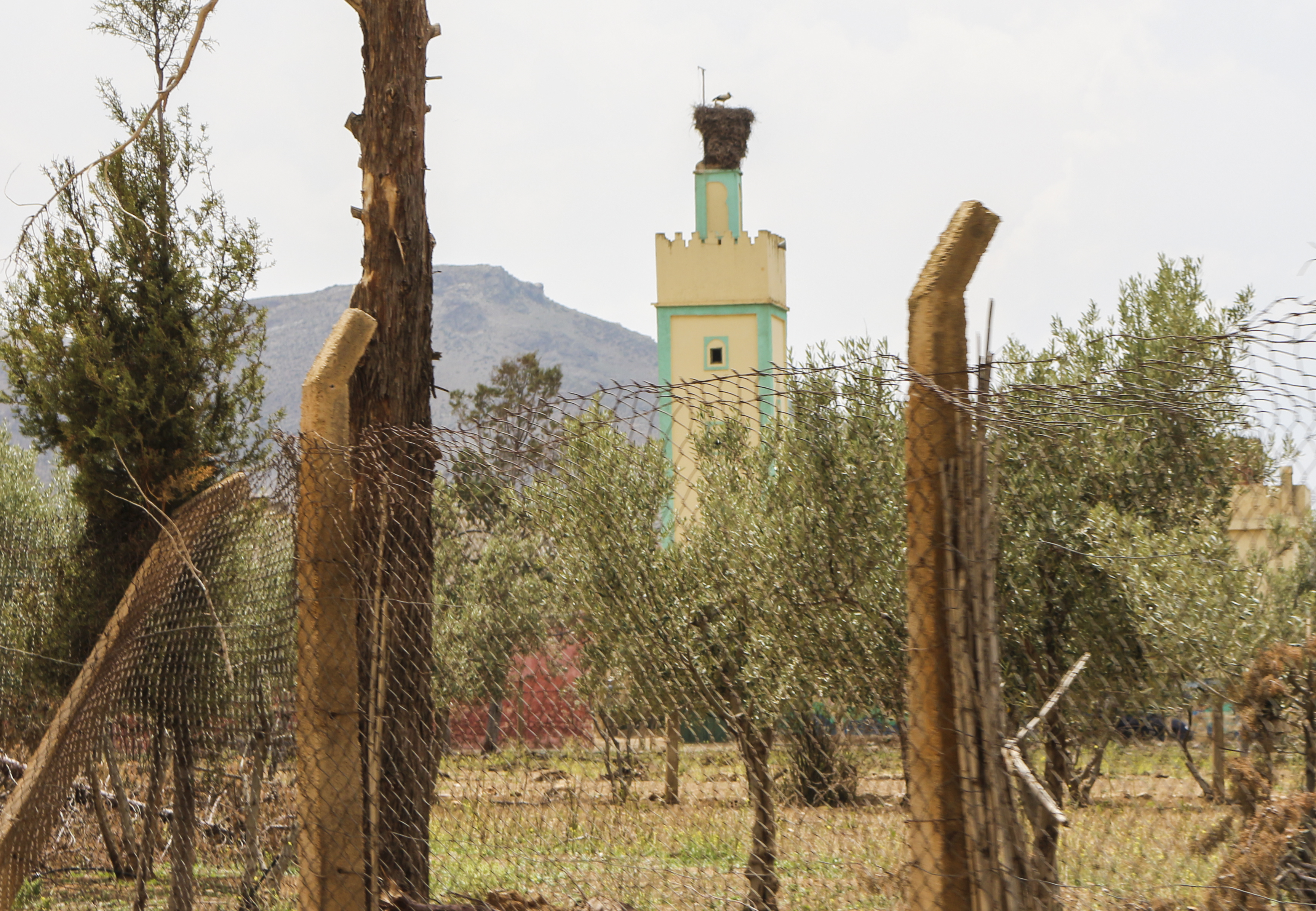
مسجد من دوار أيت بن عطو
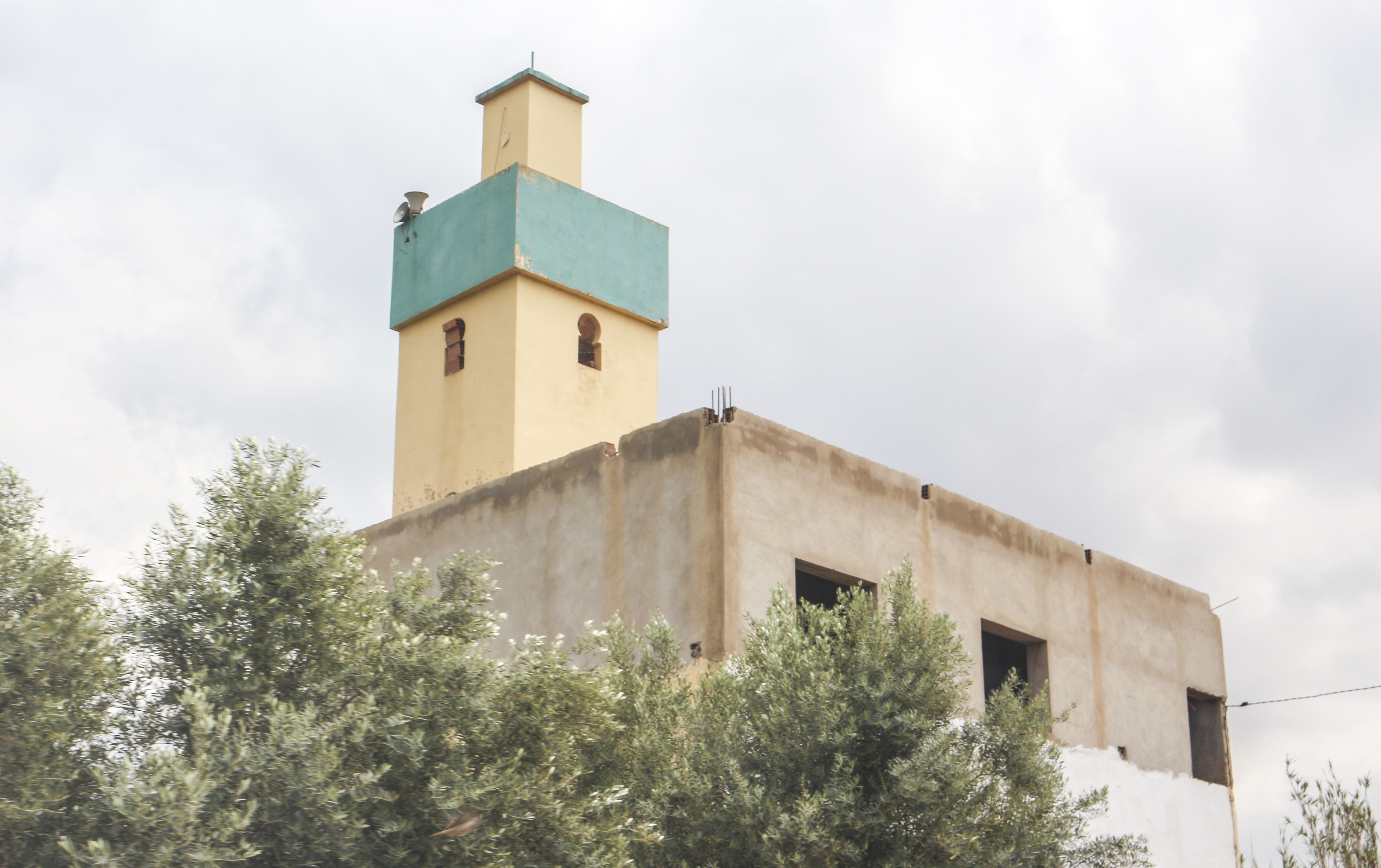
مسجد من دوار أيت بن عطو
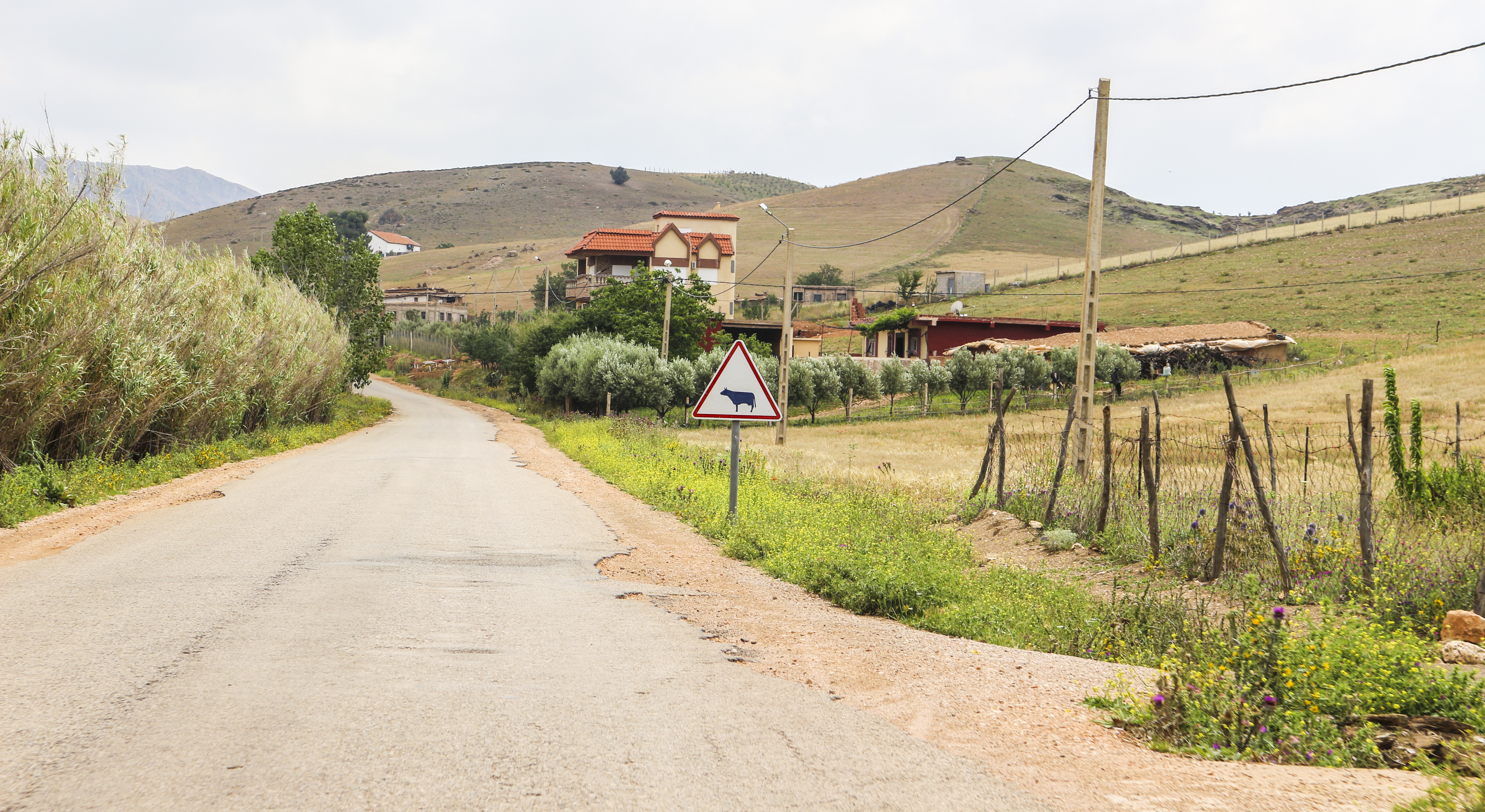
مشهد قروي من جماعة أيت بن عطو